# Bettembourg
Bettembourg (franska) (luxemburgiska: Beetebuerg lyssna (fil), tyska: Bettemburg) är en ort i kantonen Esch-sur-Alzette i södra Luxemburg. Den är huvudort i kommunen med samma namn och ligger cirka 10,5 kilometer söder om staden Luxemburg. Orten har 9 089 invånare (2022).